# 中正倶楽部
中正倶楽部（ちゅうせいくらぶ）は、大日本帝国議会の無所属議員により組織された院内団体。

## 歴史
1924年5月の第15回衆議院議員総選挙の後、初当選議員28名と再選された議員14名（一部は元甲辰倶楽部所属）の合計42名で結成された。
1925年5月、立憲政友会や革新倶楽部との合同話が持ち上がった。合同は結果的には起こらなかったが、中正倶楽部の議員20名が革新倶楽部とともに新正倶楽部を結成、11名が立憲政友会に加入、残り1名が無所属になったことで中正倶楽部は解散された。